# L'essenziale (album Lisa)
L'essenziale è il secondo album della cantante italiana Lisa, pubblicato nel 1999 con l'etichetta PPM.

## Descrizione
L'album, pubblicato dopo un'intensa attività live dell'interprete in tutta Europa, vince il Premio Mia Martini.
Nello stesso anno la cantante è protagonista a Lanciano di un concerto in omaggio al compositore statunitense George Gershwin, esibendosi con un'orchestra di 100 musicisti provenienti da tutto il mondo.
L'album, prodotto, scritto e arrangiato nuovamente da Maurizio Fabrizio (con la collaborazione nei testi, come per l'album precedente, di Guido Morra), ottiene maggiore successo in Spagna, America Latina e successivamente in Francia.

## Tracce
Testi di Guido Morra e musiche di Maurizio Fabrizio.
1. L'essenziale
2. Semplicemente
3. In fondo all'anima
4. Un amore vero
5. Non uccidermi
6. Così non va
7. Un'illusione
8. Nel silenzio
9. Il mio mondo per te
10. Sarà domani
11. In viaggio
12. Lieto fine

## Formazione
- Lisa – voce
- Fabio Moretti – chitarra
- Elio Rivagli – batteria
- Ronny Aglietti – chitarra
- Maurizio Fabrizio – tastiera, pianoforte, chitarra
- Claudio Guidetti – chitarra
- Gigi Cappellotto – basso
- Andy Surdi – batteria